# Depot II von Vraný
Das Depot II von Vraný (auch Hortfund II von Vraný) ist ein Depotfund der frühbronzezeitlichen Aunjetitzer Kultur aus Vraný im Středočeský kraj, Tschechien. Es datiert in die Zeit zwischen 1800 und 1600 v. Chr. Das Depot befindet sich heute im Nationalmuseum in Prag.

## Fundgeschichte
Das Depot wurde vor 1941 entdeckt. Die Fundumstände und die genaue Fundstelle sind unbekannt. Aus Vraný stammen noch ein weiteres Depot und mehrere Einzelfunde von Bronzegegenständen der Aunjetitzer Kultur.

## Zusammensetzung
Das Depot besteht aus mehreren bronzenen Absatzbeilen und Lanzenspitzen.